# 플라비아 알레산드라
플라비아 알레산드라(Flávia Alessandra, 1974년 6월 7일 ~ )는 브라질의 배우이다.

## 참여 작품

### 영화
- 와일드 (2006년 영화)
- 인크레더블 2
- 메이의 새빨간 비밀